# Turňa nad Bodvou
Turňa nad Bodvou (maďarsky Torna, německy Tornau) je obec na Slovensku v okrese Košice-okolí ležící asi 10 kilometrů západně od Moldavy nad Bodvou, nedaleko hranic s Maďarskem.

## Polohopis
Obec se nachází na východě ochranného pásma Slovenského krasu, ze západu ji ohraničuje Košická kotlina. 
Prochází jí dálková silnice I/16 (E58) a celostátní železniční trať Zvolen–Košice. Ze západu byla do stanice Turňa nad Bodvou původně zaústěna trať ze Sajóecsegu (resp. Miskolce), která byla po vzniku Československa opuštěna a posléze zrušena. Vesnice sousedí s těmito obcemi : Medzev, Hosťovce, Háj, Drienovec, Debraď, Hačava, Jasov, Turnianska Nová Ves, Zádiel, Žarnov, Dvorníky-Včeláre.

### Vodní toky a plochy
Přes obec protéká Hájsky potok, do nějž se zde vlévá Zádielsky náhon z Turnianského rybníka. Hájsky potok se pod obcí vlévá do říčky Turně a ta pak záhy nato do Bodvy.

## Historie
Prvá písemná zmínka o obci pochází z roku 1198. Původně patřila k Turnianskému hradu. Roku 1476 ji král Matyáš povýšil na městečko (mezőváros). Po staletí zde sídlila správa malé Turňanské župy, než byla roku 1881 sloučena s Abovem do župy Abovsko-Turňanské. V rámci ní se Turňa stala střediskem okresu zahrnujícího také několik abovských obcí.
Do roku 1918 byla obec součástí Uherska. Ač téměř čistě maďarská (99 % roku 1910), podle trianonské smlouvy připadla Československu, hlavně ze strategických důvodů. Později byla přičleněna do okresu Moldava nad Bodvou. V důsledku první vídeňské arbitráže byla Turňa v letech 1938 až 1945 znovu součástí Maďarska. Správní reformou roku 1960 byla zařazena do okresu Košice-vidiek, který byl roku 1996 přejmenován na Košice-okolie.
Při sčítání v roce 2001 zde žilo 3213 obyvatel, z toho 1411 slovenské, 1400 maďarské, 259 romské a 143 jiné národnosti.
V letech 1969 až 1974 byla nedaleko obce vybudována Cementárna Turňa nad Bodvou.

## Památky
- Turňanský hrad
- Římskokatolický kostel Nanebevzetí Panny Marie, jednolodní gotická stavba z přelomu 13. a 14. století  s polygonálně ukončeným presbytářem a představenou věží. Nachází se v opevněném areálu na okraji obce. Původní patrocinium bylo sv. Egídia. Původní pravoúhlá svatyně byla před rokem 1406 nahrazena současnou polygonální. V tomto období vznikla také hodnotná fresková výmalba interiéru. V 16. století byl kostel protestantský. Severně orientovaná kaple byla v 18. století doplněna o barokní výmalbu. Úpravami kostel prošel ještě v letech 1889 a 1930. V roce 2014 byly ve svatyni.restaurovány středověké fresky.[5]
- Zámeček Keglevičovců, dvoupodlažní dvoutraktová pozdně renesanční stavba  ze 17. století na půdorysu písmena L se dvěma kruhovými nárožními věžemi. Nachází se v blízkosti kostela. Na začátku 19. století byl klasicistně upraven Zičiovci, kteří ho zdědili po Keglevičovcích.[6]
- Župní dům, dvoupodlažní barokní stavba z 18. století.na půdorysu písmena U s manzardovou střechou.  Klasicisticky byl upraven v roce 1820. Fasádě dominuje střední rizalit ukončený trojúhelníkovým štítem s tympanonem, ve kterém je umístěn župní erb.

## Školy
V současnosti se v obci nachází mateřská škola a dvě základní školy, jedna s vyučovacím jazykem slovenským a druhá s maďarským. Obě základní školy jsou lokalizovány v jednom areálu nedaleko mateřské školy. Školy navštěvují i žáci z okolních obcí, ve kterých škola zcela chybí nebo má jen první stupeň (1. až 4. ročník). Obě základní školy jsou vybaveny třídami, odbornými učebnami a knihovnou.

## Významné osobnosti
- Alexius Cörver (1714– 1747), slovenský teolog, filozof a matematik
- Zikmund Keglevič (1732-1805) - maďarský teolog a duchovní

## Galerie

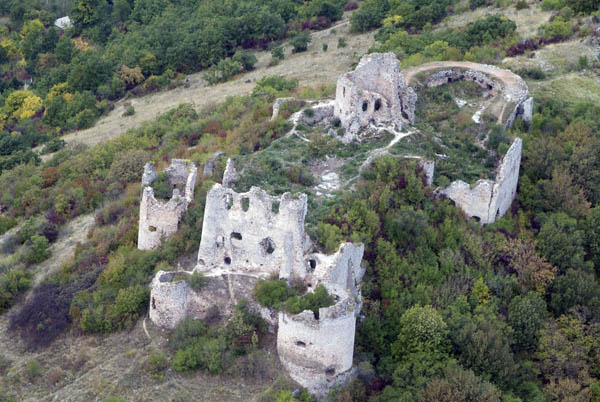
Letecký záběr na hrad
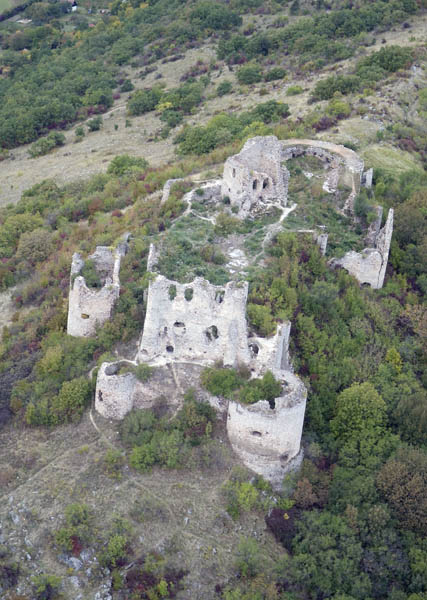
Letecký záběr na hrad
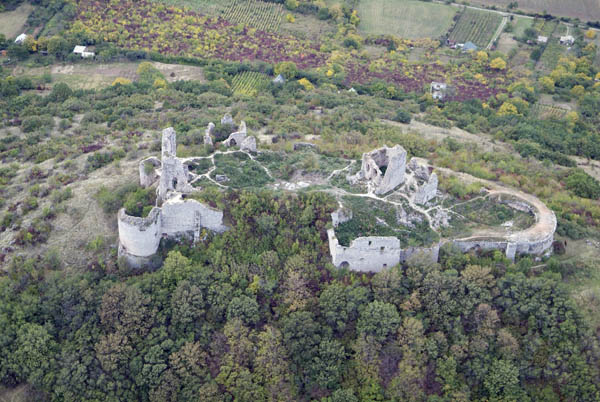
Letecký záběr na hrad